# دوبنتس (ناحیه پریبرام)
دوبنتس (به چکی: Dubenec) یک منطقهٔ مسکونی در جمهوری چک است که در ناحیه پریبرام واقع شده‌است.